# Svärdsjö
Svärdsjö es un pueblo en el municipio de Falun en la provincia de Dalarna, Suecia.